# Lycopsyllidae
Lycopsyllidae (лат.) — семейство блох.
Встречаются в западной, центральной и восточной частях Австралии. Паразитируют на яйцекладущих млекопитающих (ехидна), вомбатах и некоторых хищных сумчатых млекопитающих. Полный список хозяев включает семейства: Ехидновые (Tachyglossidae), Хищные сумчатые (Dasyuridae), Сумчатые волки (Thylacinidae), Сумчатые барсуки (Peramelidae), Лазящие сумчатые поссумы (Phalangeridae), Сумчатые летяги (Petauridae), Карликовые кускусы (Burramyidae), Вомбатовые (Vombatidae).

## Систематика
4 рода, 8 видов. Ранее это семейство объединяли с близкими к нему семействами Pygiopsyllidae и Stivaliidae (вместе они составляют надсемейство Pygiosylloidea Wagner, 1939). По данным С. Г. Медведева состав семейства следующий:
- Триба Bradiopsyllini Wagner, 1939
  - Род Bradiopsylla Jordan et Rothschild, 1922[5]
    - Bradiopsylla echidnae (Denny, 1843) (=Pulex echidnae Denny)[6]
- Триба Choristopsyllini Jordan et Rothschild, 1922
  - Род Choristopsylla Jordan et Rothschild, 1922
    - Choristopsylla leptophallus Mardon, 1977
    - Choristopsylla ochi (Rothschild, 1904)
    - Choristopsylla thomasi (Rothschild, 1904)
    - Choristopsylla tristis (Rothschild, 1900)
- Триба Lycopsyllini Baker, 1905
  - Род Lycopsylla Rothschild, 1904
    - Lycopsylla lasiorhini Mardon et Dunnet, 1971
    - Lycopsylla nova Rothschild, 1904[7]
- Триба Uropsyllini Oudemans, 1909
  - Род Uropsylla Rothschild, 1905
    - Uropsylla tasmanica Rothschild, 1905[8]